# یواس‌ان‌اس هنری گیببینز (تی-ای‌پی-۱۸۳)
یواس‌ان‌اس هنری گیببینز (تی-ای‌پی-۱۸۳) (به انگلیسی: USNS Henry Gibbins (T-AP-183)) یک کشتی بود که طول آن 489 ft بود. این کشتی در سال ۱۹۴۲ ساخته شد.